# Canton de Laon-Nord
Le canton de Laon-Nord est une ancienne division administrative française située dans le département de l'Aisne et la région Picardie.

## Histoire

### Avant le redécoupage de 2015
Le canton de Laon-Nord a été créé en 1973 (décret du 23 juillet 1973) par la division du canton de Laon. La ville de Laon est le chef-lieu de ce canton mais elle est devenue une fraction cantonale. Cette fraction comprend en outre la partie de la commune de Laon située au nord d'une ligne définie par l'axe des voies et limites suivantes : rue Saint-Martin (à partir des numéros 59 et 56), rue du 13-Octobre (à partir des numéros 31 et 44), rampe Saint-Marcel (à partir des numéros 7 et 52), escalier Municipal (à partir des numéros 5 et 16), rue de la Valise (sauf 41, 43, 45 et 47) et rue de la Hurée (jusqu'aux numéros 83 et 98),. Le canton est composé de neuf communes.

### Redécoupage de 2015
Un nouveau découpage territorial de l'Aisne entre en vigueur en mars 2015, défini par le décret du 21 février 2014 , en application des lois du 17 mai 2013 (loi organique 2013-402 et loi 2013-403). Les conseillers départementaux sont, à compter de ces élections, élus au scrutin majoritaire binominal mixte. Les électeurs de chaque canton élisent au conseil départemental, nouvelle appellation du conseil général, deux membres de sexe différent, qui se présentent en binôme de candidats. Les conseillers départementaux sont élus pour 6 ans au scrutin binominal majoritaire à deux tours, l'accès au second tour nécessitant 10 % des inscrits au 1er tour. En outre la totalité des conseillers départementaux est renouvelée. Ce nouveau mode de scrutin nécessite un redécoupage des cantons dont le nombre est divisé par deux avec arrondi à l'unité impaire supérieure. Dans l'Aisne, le nombre de cantons passe ainsi de 42 à 21. Le canton de Laon-Nord ne fait pas partie des cantons conservés du département. 
Le canton disparait lors des élections départementales de mars 2015. L'ensemble des communes est rattaché au nouveau canton de Laon-1 sauf la fraction cantonale qui est modifiée.

## Représentation
| Période | Période      | Identité                    | Étiquette    | Qualité                                                                        |
| ------- | ------------ | --------------------------- | ------------ | ------------------------------------------------------------------------------ |
| 1973    | 1979         | Guy Sabatier                | UDR puis RPR | Avocat, député (1962-1973), maire de Laon (1965-1977)                          |
| 1979    | 1985         | Daniel Poulet (1925-2000)   | PS           | Adjoint au maire de Laon (1977-1983)                                           |
| 1985    | 1988 (décès) | Georges Lemoine (1914-1988) | RPR          | Retraité du Secrétariat aux Anciens Combattants, conseiller municipal de Laon  |
| 1988    | 1992         | Madeleine Cazin             | PS           | Documentaliste de l'Education Nationale Adjointe au maire de Laon              |
| 1992    | 1998         | Yvon Berthou                | UDF          | Commerçant Adjoint au maire de Laon                                            |
| 1998    | 2015         | Fawaz Karimet               | PS           | Vétérinaire, conseiller municipal de Laon Elu en 2015 dans le Canton de Laon-1 |

## Composition
Le canton de Laon-Nord s'est composé d’une fraction de la commune de Laon et de huit autres communes. Il a compté 16 554 habitants en 2012.
| Code Insee | Nom               | Population (hab.)                 |
| ---------- | ----------------- | --------------------------------- |
| 02408      | Laon (Chef-lieu)  | Fraction: 10 738 Commune : 25 317 |
| 02037      | Aulnois-sous-Laon | 1 367                             |
| 02080      | Besny-et-Loizy    | 367                               |
| 02132      | Bucy-lès-Cerny    | 200                               |
| 02151      | Cerny-lès-Bucy    | 112                               |
| 02157      | Chambry           | 741                               |
| 02238      | Crépy             | 1 946                             |
| 02489      | Molinchart        | 326                               |
| 02821      | Vivaise           | 757                               |

## Démographie
| 1975 | 1982   | 1990   | 1999   | 2006   | 2007   | 2008   | 2009   | 2010   |
| ---- | ------ | ------ | ------ | ------ | ------ | ------ | ------ | ------ |
| -    | 14 698 | 15 374 | 15 866 | 16 506 | 16 460 | 16 363 | 16 405 | 16 410 |

| 2011   | 2012   | - | - | - | - | - | - | - |
| ------ | ------ | - | - | - | - | - | - | - |
| 16 635 | 16 554 | - | - | - | - | - | - | - |